# ميدروك
شركات محمد الدولية للأبحاث والمنظمات التنموية (MIDROC) هي شركة تعدين ونفط يملكها الملياردير السعودي الشيخ محمد حسين العمودي .  ولها عمليات في مناطق أوروبا والشرق الأوسط وأفريقيا. ومن خلال شركة كورال بتروليوم هولدنجز أيه بي، أصبحت شركة ميدروك شركة نفط مستقلة كبرى. 
ارتكبت الشركة انتهاكات جسيمة لحقوق الإنسان في منجم ليجا ديمبي للذهب في منطقة أوروميا في إثيوبيا من خلال التخلص غير السليم من النفايات الخطرة بما في ذلك الزئبق والزرنيخ والسيانيد. 

## عمليات
لدى ميدروك عمليات في ثلاث قارات، ويعمل بها أكثر من 50000 موظف ويبلغ حجم مبيعاتها 25 مليار دولار. تنشط المجموعة في مختلف القطاعات، بما في ذلك الصناعة ورأس المال الاستثماري وإنتاج النفط والوقود والطاقة والتعدين .

### ميدروك إثيوبيا
تأسست ميدروك إثيوبيا في عام 1994. وفي عام 2011 حققت ربحًا قدره 1.3 مليار بر (70 مليون دولار أمريكي). 
لدى ميدروك مصالح كبرى في تعدين الذهب في إثيوبيا   ويُقال أن منجم ميدروك للذهب (شركة تابعة لشركة ميدروك إثيوبيا) قد دفع للحكومة الإثيوبية 100.1 مليون بر كإتاوات، وهي أكبر مساهمة لأي شركة تعدين. شركة ميدروك للذهب هي المصدر الوحيد للذهب في إثيوبيا. ويبلغ متوسط إنتاج منجم ليجا ديمبي السنوي حوالي 4500 قطعة كيلوغرام من الذهب والفضة.

#### انتهاكات حقوق الإنسان
بين عامي 1997 و2009، تسبب توسع ميدروك للمنجم في إزالة الغابات وتهجير سكان غوجي الأصليين من أراضي أجدادهم،  مما حرمهم من حقهم في الموافقة الحرة والمسبقة والمستنيرة .  أفاد السكان المحليون أن رجال أمن المناجم يطلقون النار على الأشخاص إذا اقتربوا من المنجم، وأن فرص العمل تستبعد السكان المحليين بشكل منهجي. 
ويزعم السكان المحليون أن ميدروك ألقت مواد كيميائية في الأنهار التي يستخدمها السكان للشرب وتربية الماشية، مما تسبب في تشوهات خلقية ونفوق الحيوانات.  ويؤكد المتظاهرون أن تلوث المياه والهواء الناتج عن المنجم تسبب في أمراض الجهاز التنفسي والإجهاض والعيوب الخلقية والإعاقات.  وتشمل التقارير الأخرى الأورام والصداع والأمراض الجلدية ومشاكل الرؤية.  أفاد أحد مقدمي الرعاية الصحية أن "الأمهات يتعرضن للإجهاض كل يوم... ولا أرى هذا في أماكن أخرى، فقط حول موقع التعدين".  وجدت دراسة ميدانية عامي 2018-2019 أن 19 طفلاً يعانون من "تشوهات خطيرة وشلل" في مسح شمل 36 أسرة 
وقد تم قمع الاحتجاجات ضد المنجم بوحشية من خلال الاعتقالات الجماعية والقتل والاختفاء.  وخلص تقرير لمنظمة هيومن رايتس ووتش لعام 2016 إلى أن “قوات الأمن ارتكبت العديد من انتهاكات حقوق الإنسان ردا على الاحتجاجات، بما في ذلك الاعتقال والاحتجاز التعسفيين، والقتل وغيره من أشكال استخدام القوة المفرطة، والتعذيب وسوء المعاملة أثناء الاحتجاز، والاختفاء القسري. " 

#### مشاريع أخرى
تمتلك شركة ميدروك 70% من شركة إثيوبيا للبترول الوطنية ، التي تنافس واي بي أف وتاف وخمس شركات أخرى في سوق البنزين الوطني وتقوم بإنشاء مصنع كبير للصلب (توسا) في أمهرة . وهذا الأخير هو أول مصنع لإنتاج الصلب الصناعي في إثيوبيا، ويهدف إلى تلبية الزيادة الكبيرة في الطلب المحلي، الذي من المتوقع أن يرتفع من 1.2 مليون طن إلى 3.1 مليون طن سنويًا بين عامي 2011 و2014. 
وفي أغسطس 2008، افتتحت ميدروك مصنعًا صغيرًا للأسمنت على مشارف المدينة، ينتج 4000 قنطار من الأسمنت يوميًا. تم استخدام بعض إنتاج هذا المصنع في بناء مصنع أسمنت دربا ميدروك الأكبر، والذي يقع على بعد 70 كيلومترًا شمال أديس أبابا ، وهو أكبر مصنع للأسمنت في إثيوبيا.  أعلنت شركة نورث هولدنجز للاستثمار في 17 أكتوبر 2009 أنها أكملت دراسة جدوى لمصنع الأسمنت الخاص بها في ديجين، والذي سيتم بناؤه على مساحة 450 هكتارًا من الأراضي. وتبلغ تكلفة بناء المصنع حوالي 1.6 مليار دولار أمريكي، وبمجرد اكتماله ستكون طاقته الإنتاجية تسعة ملايين طن سنويًا. 
قامت ميدروك أيضًا ببناء فندق شيراتون أديس . 

### ميدروك أوروبا
كانت ميدروك أوروبا مجموعة شركات مملوكة للقطاع الخاص مقرها في السويد وتنشط في قطاعات العقارات والبناء والصناعة والتكنولوجيا البيئية .  في يناير 2022، أصبحت مجموعة ميدروك، التي ضمت ميدروك أوروبا، شركة جرانيتور. 

### ميدروك الشرق الأوسط
ميدروك الشرق الأوسط هي مجموعة شركات مملوكة للقطاع الخاص تنشط في مجالات الهندسة والبناء والقطاعات الصناعية تتمثل في الشركات الأتية: 
- ايه بي في روك جروب ليمتد
- إي جي آند جي الشرق الأوسط
- ايه بي في السعودية
- ينبع للصلب
- خدمات المعادن
- النقل عبر الصحراء
- الاوراق الذهبية